# Matyus Dóra
Matyus Dóra (Győr, 1989. augusztus 12. —)[forrás?] magyar grafikus és illusztrátor.

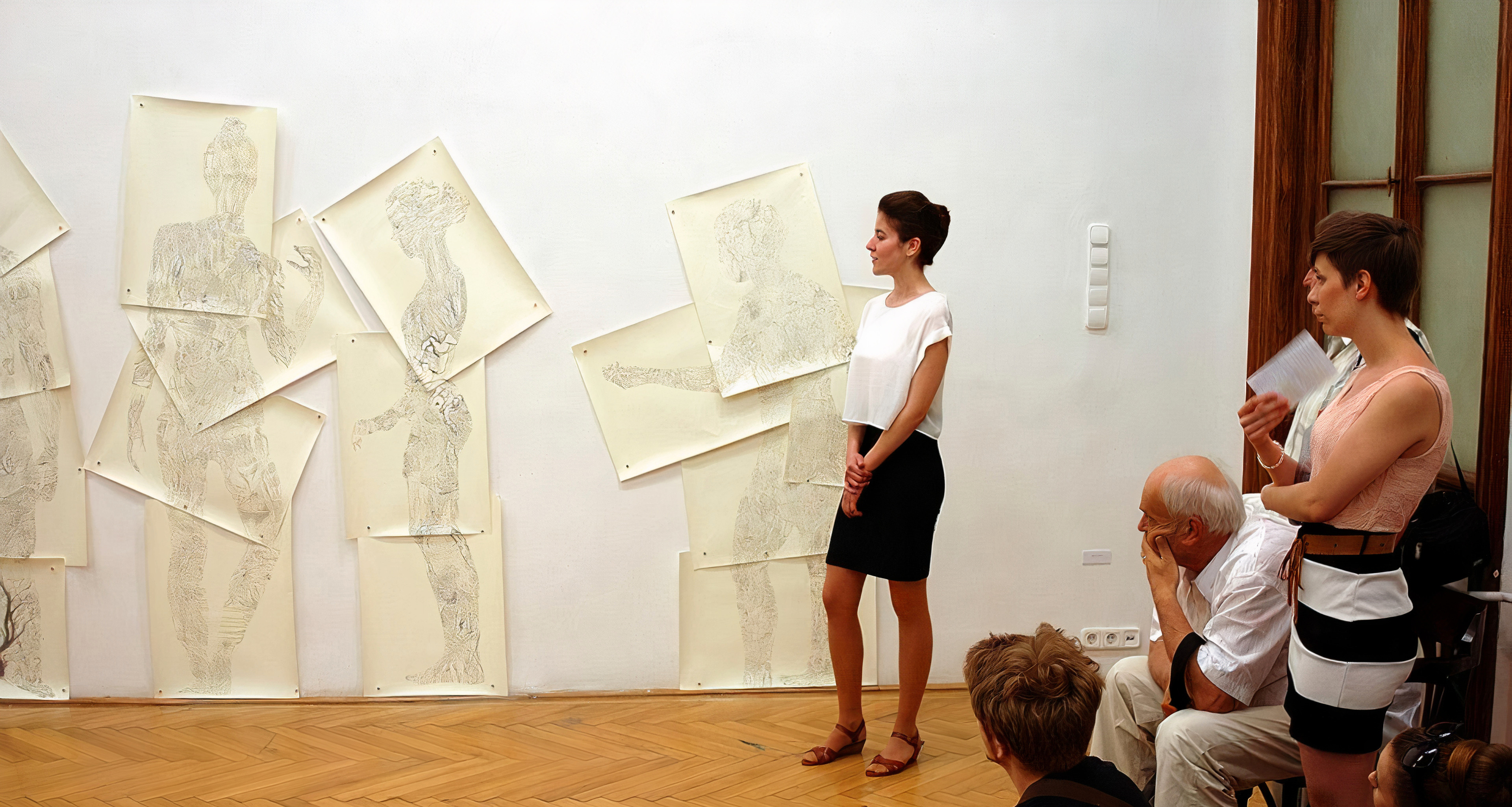
Budapest, MKE

## Élete és pályája
Rajz tanulmányait Lévai Ádámnál kezdte.[forrás?] 2009-től a Magyar Képzőművészeti Egyetem képgrafika szakán tanult, ahol mesterei Eszik Alajos és Szurcsik József voltak.[forrás?] 2013-ban Barcsay-emlékéremben részesült.[forrás?] Erasmus-ösztöndíjjal fél évig a strasbourgi École supérieure des arts décoratifs hallgatója volt.[forrás?] 2014-ben diplomázott képgrafika szakon,[forrás?] majd 2015-ben képzőművész tanári oklevelet szerzett.[forrás?]
Számos egyéni kiállítása volt többek között Komáromban, Tatán, Nyergesújfalun és Budapesten. Emellett rendszeresen szerepel csoportos tárlatokon is. Illusztratív és személyes hangvételű képzőművészeti munkáira a dinamikus, rajzi alapú megközelítés jellemző. Saját bevallása szerint művészetére jelentős hatással volt Michelangelo és Kokas Ignác munkássága.

## Díjak
- Barcsay-emlékérem (2013)[forrás?]